# Patrick Lachaud
 (janvier 2021).
Si vous disposez d'ouvrages ou d'articles de référence ou si vous connaissez des sites web de qualité traitant du thème abordé ici, merci de compléter l'article en donnant les références utiles à sa vérifiabilité et en les liant à la section « Notes et références ».
Patrick Lachaud est un ancien pilote de bobsleigh français né le 8 mars 1954 à Périgueux. Il participa aux Jeux olympiques d'hiver de 1984, en prenant part aux courses en équipes de deux et de quatre.